# Woolhampton
Woolhampton è un villaggio e parrocchia civile dell'Inghilterra, appartenente alla contea del Berkshire.